# Gelbstirn-Schwatzvogel
Der Gelbstirn-Schwatzvogel (Manorina flavigula) ist ein Singvogel aus der Familie der Honigfresser.

## Merkmale
Der 28 Zentimeter lange Gelbstirn-Schwatzvogel hat eine graubraune Oberseite, starke graue Flügel mit gelblichen Partien, schwarze Augenumrandungen, eine cremefarbene Unterseite, sowie einen gelben Augenfleck, Kehlfleck, Schnabel und gelbe Füße.

## Vorkommen
Der Vogel lebt in lichten Wäldern und landwirtschaftlich genutzten Gebieten in ganz Australien mit Ausnahme des Süd- und Nordostens.

## Verhalten
Der Gelbstirn-Schwatzvogel lebt in nomadischen Schwärmen mit 12 bis 50 Tieren, die sich zur Futtersuche in kleinere Gruppen aufteilen. Neben Nektar, Früchten und Samen ernährt sich der Vogel von Ameisen, Käfern, Wespen und Raupen.
Die Gelbstirn-Schwatzvögel sind aggressiv gegenüber anderen Vogelarten, die ihren Futter-, Ruhe- oder Nistplätzen zu nahe kommen.

## Fortpflanzung
Der Gelbstirn-Schwatzvogel brütet in Kolonien. Während der Brutzeit von Juli bis Dezember wird ein lockeres Schalennest aus Gras und Zweigen, mit Wolle und Federn gepolstert, in einer Astgabel in bis zu sechs Meter Höhe gebaut. Das Gelege besteht aus zwei bis drei Eiern. Die Altvögel einer Brutkolonie sorgen gemeinsam für die Fütterung und Schutz der Küken (kooperative Brutfürsorge).